# Bundesverband der Motorradfahrer
Der Bundesverband der Motorradfahrer e. V. (BVDM) ist ein deutscher Verein mit Sitz in Mülheim an der Ruhr und wurde 1958 von Werner Renkewitz und Ernst Leverkus gegründet. Vorläufer war der Verein Der Gelbe Schal, dessen Bezeichnung auf ein Erkennungszeichen und Notsignal für Motorradfahrer zurückging. 
Initialer Vereinszweck war es, für die Rechte der Motorradfahrer einzutreten. Mittlerweile ist der Verein in den letzten Jahren aber auch verstärkt international aktiv geworden, da immer mehr Gesetze und Verordnungen auf europäischer Ebene verabschiedet werden. Der BVDM vertritt mehr als 15.000 Motorradfahrer (Stand Februar 2014).
Außer der politischen Arbeit organisiert der Verein unter anderem Sicherheitstrainings für Motorradfahrer, verschiedene tourenorientierte Veranstaltungen (Deutschlandfahrt, Tourentrophy, Tourenzielfahrt) und das legendäre Elefantentreffen.
Der Verein ist Mitglied im Deutschen Verkehrssicherheitsrat, in der Federation of European Motorcyclists' Associations (FEMA) und in der Verkehrsunfall-Opferhilfe Deutschland.